# Jean-Louis Pons

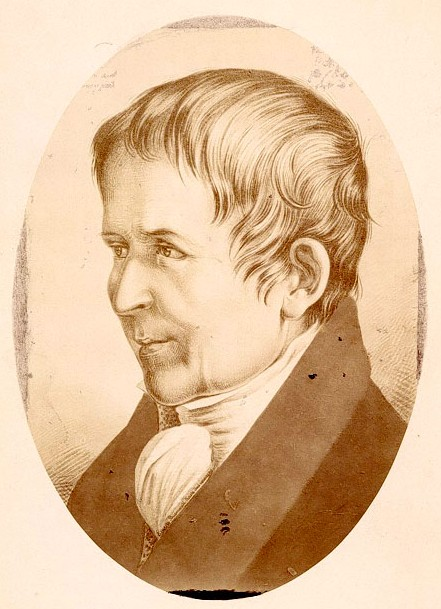
Jean-Louis Pons

Jean-Louis Pons (n. 24 decembrie 1761, Peyre, Hautes-Alpes – d. 14 octombrie 1831, Florența) a fost un astronom francez.

## Biografie
Jean-Louis Pons s-a născut la Peyre (Hautes-Alpes). A intrat la Observatorul din Marsilia, în 1789, în calitate de portar, apoi a obținut postul de astronom adjunct, în 1813. În 1819, Pons a devenit director al noului observator astronomic de la  Marlia, (în italiană Specola di Lucca), de lângă Lucca, în Italia, pe care l-a părăsit în 1825, pentru a se alătura observatorului muzeului din Florența.

## Descoperiri
Între 1801 și 1827, el a descoperit 37 de comete, mai multe decât oricine altul în istoria astronomiei.
El a descoperit patru comete periodice, dintre care doar două îi poartă încă numele și astăzi. Una dintre ele (observată la 26 noiembrie 1818) se numește Cometa lui Encke (2P/Encke), de la numele astronomului german Johann Franz Encke care i-a calculat orbita și i-a determinat perioada deosebit de scurtă (3,3 ani). Pons este și codescoperitorul cometei denumite în trecut „Pons-Coggia-Winnecke-Forbes” și acum cunoscută ca 27P/Crommelin (denumită după Andrew Crommelin, care i-a calculat orbita). Cele două comete care îi poartă numele și astăzi sunt 7P/Pons-Winnecke și 12P/Pons-Brooks.
În 1987 astronomul slovac Ľubor Kresák a descoperit că 26P/Grigg-Skjellerup este cometa observată, la 17 martie 1808, de Jean-Louis Pons.

## Recompense
Pons a primit în 1818 Premiul Lalande al Academiei Franceze de Științe, pentru descoperirea a trei comete în acel an, precum și medalia de argint a Royal Astronomical Society, din Anglia în 1824.

## Omagiu
În 1935 Uniunea Astronomică Internațională a dat numele de Pons unui crater lunar.